# Stipa caudata
Stipa caudata es una especie herbácea perteneciente a la familia de las poáceas.

## Distribución
Es originaria de Sudamérica, donde se distribuye por Argentina y Chile.

## Taxonomía
Stipa caudata fue descrita por Carl Bernhard von Trinius y publicado en Mémoires de l'Académie Imperiale des Sciences de St.-Pétersbourg. Sixième Série. Sciences Mathématiques, Physiques et Naturelles 1(1): 75. 1830.
Etimología
Stipa: nombre genérico que deriva del griego stupe (estopa, estopa) o stuppeion (fibra), aludiendo a las aristas plumosas de las especies euroasiáticas, o (más probablemente) a la fibra obtenida de pastos de esparto.
caudata: epíteto latíno que significa "con cola".
Sinonimia
- Achnatherum caudatum (Trin.) S.W.L.Jacobs & J.Everett
- Amelichloa caudata (Trin.) Arriaga & Barkworth
- Jarava bertrandii (Phil.) Peñail.
- Jarava caudata (Trin.) Peñail.
- Stipa bertrandii Phil.
- Stipa brachychaeta f. major Speg.
- Stipa litoralis Phil.[5][6]